# Centralne Biuro Zwalczania Cyberprzestępczości

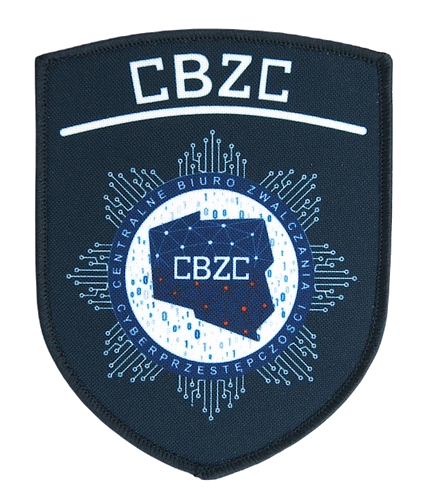
Emblemat naramienny CBZC - Centralne Biuro Zwalczania Cyberprzestępczości

Centralne Biuro Zwalczania Cyberprzestępczości (CBZC) – jednostka organizacyjna Policji – służba realizująca na obszarze całego kraju zadania w zakresie rozpoznawania i zwalczania przestępstw popełnionych przy użyciu systemu informatycznego, systemu teleinformatycznego lub sieci teleinformatycznej oraz zapobiegania tym przestępstwom, a także wykrywania i ścigania sprawców tych przestępstw. Ponadto zadaniem CBZC jest wspieranie w niezbędnym zakresie jednostek organizacyjnych Policji w rozpoznawaniu, zapobieganiu i zwalczaniu tych przestępstw.
Biuro ma siedzibę przy ul. Wąwozowej 18 w Warszawie.

## Historia
Historia powstania Centralnego Biura Zwalczania Cyberprzestępczości:
- 27 lipca 2021 r. - Prezes Rady Ministrów Mateusz Morawiecki oraz Minister Spraw Wewnętrznych i Administracji Mariusz Kamiński przedstawili projekt ustawy powołującej powstanie Centralnego Biura Zwalczania Cyberprzestępczości.
- 1 listopada 2021 r. - Komendant Główny Policji gen. insp. Jarosław Szymczyk powołał insp. Adama Cieślaka na stanowisko pełnomocnika Komendanta Głównego Policji do przygotowania rozwiązań organizacyjnych i prawnych związanych z planowanym utworzeniem Centralnego Biura Zwalczania Cyberprzestępczości.
- 9 listopada 2021 r. - Rada Ministrów przyjęła projekt ustawy powołującej Centralne Biuro Zwalczania Cyberprzestępczości (CBZC).
- 17 grudnia 2021 r. - Sejm uchwalił przepisy powołujące Centralne Biuro Zwalczania Cyberprzestępczości.
- 28 grudnia 2021 r. - Prezydent RP Andrzej Duda podpisał ustawę o powołaniu Centralnego Biura Zwalczania Cyberprzestępczości.
- 12 stycznia 2022 r. - Wejście w życie ustawy z dnia 17 grudnia 2021 roku o zmianie niektórych ustaw w związku z powołaniem Centralnego Biura Zwalczania Cyberprzestępczości[5].
- 1 maja 2022 r. - Minister Spraw Wewnętrznych i Administracji Mariusz Kamiński z dniem 1 maja 2022 r. powołał insp. Adama Cieślaka na stanowisko Komendanta Centralnego Biura Zwalczania Cyberprzestępczości.
- 16 maja 2022 r. - Komendant Główny Policji gen. insp. Jarosław Szymczyk powołał mł. insp. Michała Pudło oraz kom. Marcina Bednarza na zastępców Komendanta Centralnego Biura Zwalczania Cyberprzestępczości.

- 12 lipca 2022 r. - to ważna data w funkcjonowaniu CBZC (uznawana za faktyczny start Biura): tego dnia policjanci pełniący służbę w komórkach ds. zwalczania cyberprzestępczości w KGP i w komendach wojewódzkich przeszli do CBZC, a wraz z nimi większość prowadzonych przez nich spraw.

## Kierownictwo
- Komendant Centralnego Biura Zwalczania Cyberprzestępczości[6] – nadinsp. Adam Cieślak[7]
- Zastępca komendanta – insp. Michał Pudło[8]
- Zastępca komendanta – mł. insp. Robert Wojtasik
- Zastępca komendanta – insp. Bartosz Furgała[9]

## Struktura
W skład Centralnego Biura Zwalczania Cyberprzestępczości wchodzą następujące komórki organizacyjne:
- Zarząd Specjalny
- Wydział Wywiadu Kryminalnego
- Wydział Wsparcia Logistycznego
- Wydział Ogólny, Kadr i Szkolenia
- Wydział Kontroli
- Wydział Nadzoru i Koordynacji
- Wydział Ochrony Informacji Niejawnych
- Zespół Międzynarodowej Współpracy Policji
- Zespół Wspomagający
- Zespół Prasowy
- Zespół Prawny
- Zespół Wsparcia Psychologicznego
- Zespół do spraw Bezpieczeństwa i Higieny Pracy
- Zarząd w Bydgoszczy
- Zarząd w Gdańsku
- Zarząd w Katowicach
- Zarząd w Krakowie
- Zarząd w Lublinie
- Zarząd w Łodzi
- Zarząd w Poznaniu
- Zarząd w Radomiu
- Zarząd w Rzeszowie
- Zarząd w Szczecinie
- Zarząd w Warszawie
- Zarząd we Wrocławiu
- Wydział w Białymstoku
- Wydział w Gorzowie Wielkopolskim
- Wydział w Kielcach
- Wydział w Olsztynie
- Wydział w Opolu

## Schemat organizacyjny CBZC

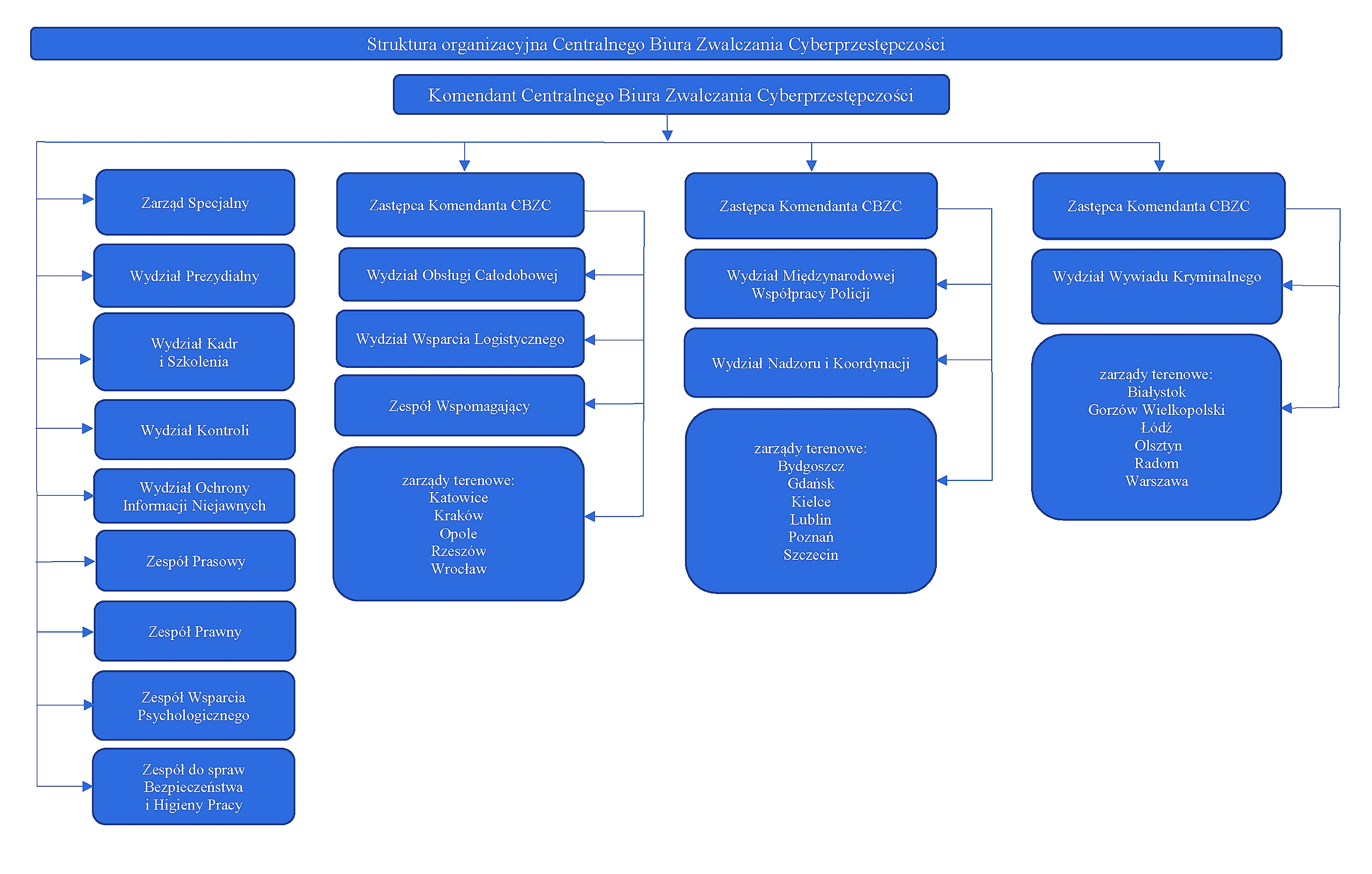
Schemat organizacyjny Centralnego Biura Zwalczania Cyberprzestępczości